# Wilków Wielki (przystanek kolejowy)
Wilków Wielki − nieczynny przystanek osobowy w Wilkowie Wielkim, w Polsce, w województwie dolnośląskim.